# Josef Resl

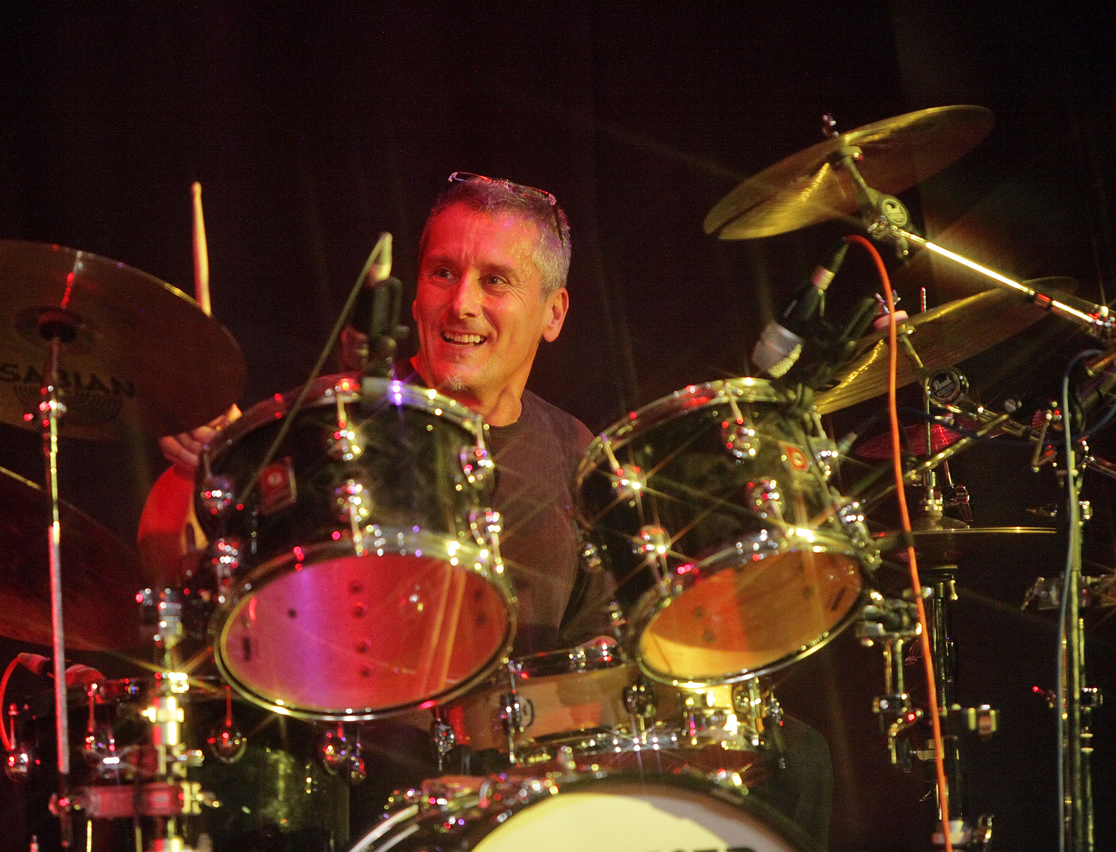
Josef Resl

Josef „Joe“ Resl (* 13. April 1956 in Wels, Oberösterreich) ist ein österreichischer Musiker, Komponist und Schlagzeuger.

## Leben und Wirken
Resl erhielt ab dem fünften Lebensjahr Violinunterricht. Ab dem fünfzehnten Lebensjahr spielte er Schlagzeug. Er studierte klassisches Schlagwerk in den späten 1970er Jahren am Brucknerkonservatorium in Linz und Anfang der 1980er Jahre Jazzschlagwerk am Berklee College of Music in Boston (USA). Er besucht Meisterkurse bei Max Roach und Rashied Ali und absolvierte ein Masterstudium am Mozarteum Salzburg.
Seit 1976 arbeitet er in Tonstudios als Drummer, Arrangeur, Komponist, Drumprogrammierer. Anfang der 1980er Jahre spielte er mit dem Mukhara Jazzquartett Konzerte in Deutschland und Österreich, dabei entstand auch eine Studio-LP.
Anfang der 1980er Jahre war er Musiker und Komponist beim Linzer Schlagwerk- und Percussionsensemble.
1983 bis 1989 arbeitete er mit der Austropopband Superfeucht, Reunion 2008. In dieser Zeit entstanden zwei LPs und mehrere Singles, die auch in den österreichischen Charts erfolgreich waren. 1985 ging er mit Superfeucht gemeinsam mit Falco auf Europatournee. In dieser Zeit entwickelte er ein eigenes Musikinstrument, ein Umhängeschlagzeug zur Steuerung von digitalen Klängen (Walking Drumset).
Gemeinsam mit Hubert Bognermayr betrieb er von 1989 bis 1999 die Blue Chip Academy in St. Martin im Mühlkreis, deren digitalpädagogische Abteilung er leitete. Er ist auch Komponist des Blue Chip Orchestra (The First Digital Philharmonic Orchestra). Die Kompositionen entstanden in erster Linie am ersten digitalen Synthesizer mit Sampling-Technik Fairlight CMI. Es wurden mehrere CDs eingespielt. Mit diesem Orchestra spielte er Konzerte u. a. in Hamburg, Köln, Sevilla, München, Wien.
Er schuf mehrere Auftragskompositionen. 1995 eröffnete er ein eigenes Tonstudio in Ried im Traunkreis um eigene Klangbilder und Kompositionen umsetzen zu können. Seit 2006 engagiert er sich im Sozialprojekt: „Musik für alte Menschen“.
Zwischen 1978 und 2020 arbeitete Resl im Oberösterreichischen Landesmusikschulwerk als Schlagwerklehrer, Musiktheorielehrer und Referent für Lehrerfortbildung. Er beschäftigt sich seit 1988 mit dem Thema „webbasierter Instrumentalunterricht“. Sein zusätzlich neu entwickeltes Konzept speziell für das kombinierte Schlagwerk „Schlagwerk und Melodie“ veröffentlicht er im Berklee Verlag München. Von 2000 bis 2013 lehrte er als Schlagwerkprofessor am BORG Kirchdorf an der Krems.
Resl ist mit der Volksschuldirektorin Angelika Resl verheiratet und Vater zweier erwachsener Söhne: Philipp Resl (Biologe) und Moritz Resl (Künstler, Designer).

## Diskografie (Auswahl)
LPs
- Time to Leave, mit dem Mukhara Jazzquartett, 1982
- Jetzt oder nie, mit Superfeucht, 1985 (EMI)
- Dicke Luft, mit Superfeucht, 1986 (Polydor)
- Blue Chip, mit Blue Chip Orchestra, 1988 (Erdenklang)
- 12, mit Superfeucht, 2013

Singles
- Erdbeeren, mit Superfeucht, 1984
- Wenn die Katze aus dem Haus ist, mit Superfeucht, 1985
- Jetzt oder nie, mit Superfeucht, 1985
- Sag an, mit Superfeucht, 1985
- Ruhe vor dem Sturm, mit Superfeucht, 1985
- Dicke Luft, mit Superfeucht, 1986
- Feuerfest, mit Superfeucht, 1986
- Der erste Schritt, mit Superfeucht, 1987
- Ich will deine Liebe, mit Superfeucht, 1987
- Kinderlachen, mit Superfeucht, 1986

CDs
- Blue Chip, mit Blue Chip Orchestra, 1988 (Erdenklang)
- Blue Danube, mit Blue Chip Orchestra, 1991 (Erdenklang)
- Klang Art, mit Blue Chip Orchestra, 1991 (Slow Motion Records)
- Hifi Vision, mit Blue Chip Orchestra
- Wassermusik – Der Wasserplanet, mit Blue Chip Orchestra
- "Linzer Schlagwerkensemble"
- Rieder Festmesse, 1993
- Tribute to Lions, 1999
- Serie von 4 CDs VIva fit or fun, 2000 (Arcadia)
- Single Über Wasser, mit Superfeucht, 2010
- Single Nimm mir die Angst, mit Superfeucht, 2010
- Single Ich gehe zur Linie, mit Superfeucht, 2011
- Single Jetzt oder nie, mit Superfeucht, 2013

Sonstiges
- Missa in C
- Lions Fanfare, Uraufführung 1992
- Festmesse 1000 Jahre Ried 1993